# Cantonul Albi-Sud
Cantonul Albi-Sud este un canton din arondismentul Albi, departamentul Tarn, regiunea Midi-Pyrénées, Franța.

## Comune
| Comune       | Populație (1999) | Cod poștal | Cod INSEE |
| ------------ | ---------------- | ---------- | --------- |
| Albi         | 7.237 (1)        | 81000      | 81004     |
| Carlus       | 671              | 81990      | 81059     |
| Le Sequestre | 1.509            | 81990      | 81284     |
| Puygouzon    | 2.949            | 81990      | 81218     |
| Rouffiac     | 611              | 81150      | 81232     |
| Saliès       | 802              | 81990      | 81274     |